# Nelly Saunier
Pour les articles homonymes, voir Saunier (homonymie).
Nelly Saunier, née le 8 mai 1964 à Saint-Maur-des-Fossés, est une artiste plumassière française.

## Biographie
Nelly Saunier découvre le métier de plumassier à l’âge de 14 ans. Elle s’est alors formée aux techniques de la plumasserie au lycée parisien Octave Feuillet, puis en design textile à l’École nationale supérieure des arts appliqués et des métiers d'art Olivier de Serres.
Dès le début de sa carrière, elle collabore avec des maisons de haute couture comme Chanel, Givenchy, Nina Ricci, Isabelle Marant, Louboutin et Jean-Paul Gaultier. Elle travaille également avec des designers de renom, créé des costumes pour le cinéma, et des pièces pour les grandes maisons de haute joaillerie – Harry Winston, Van Cleef & Arpels, Piaget et Chopard,.
Ses sculptures de plumes sont exposées dans des musées et lieux d’art contemporain en France et dans le monde. En 2017, elle est l’un des 15 artisans d’art d’exception français à avoir été choisis pour l’exposition Wonder Lab des Trésors Nationaux Vivants, au Musée National de Tokyo au Japon.

## Distinction
Lauréate du Prix Liliane Bettencourt pour l’intelligence de la main, Nelly Saunier a été nommée Maître d’Art par le Ministère de la Culture en 2008 et Chevalière des Arts et des Lettres en 2012 puis fut lauréate de la Villa Kujoyama, résidence d'Artistes à Kyoto, en 2015.